# 法学研究
《法学研究》是由中国社会科学院法学研究所主办、法学研究编辑部编辑、法学研究杂志社出版的双月期刊，创办于1954年。为中国最具影响力的法学研究杂志之一。

## 历史
《法学研究》的前身是中国政法学会1954年创刊、1957年停办的《政法研究》。1979年复刊。

## 主要专栏
1. 法学专论，刊载研究中国法治建设重要理论与实践问题的文章；
2. 法条释评，刊载研究中国现行法律规定的文章；
3. 判解研究，刊载研究中国司法解释和重大疑难案件判决的文章；
4. 书评，刊载对学术著作的研究性评论[1]。

## 主编
历任主编有金默生、孙亚明、张尚鷟、吴大英、李步云、王保树。
现任主编为著名民法学家梁慧星，副主编有张广兴、张志铭，责任编辑有张少瑜、庄立、谢海定、冉昊、范亚峰。

## 荣誉
1999年获中国社会科学院首届优秀期刊奖、第二届全国百种重点社科期刊奖；2002年获中国社会科学院第二届优秀期刊奖。